# Joaquim Calatayud Casals
Joaquim Calatayud Casals   (les Borges del Camp, 8 de febrer de 1967) és un polític català.
Calatayud va néixer a les Borges del Camp (Baix Camp) el 8 de febrer de 1967. Comptable de formació, Calatayud va estudiar el FPII (l'equivalent actual de CFGS) d'administratiu i estudis empresarials.
Va entrar en la política entrant com a regidor per Convergència i Unió al ple del seu municipi el 1995. Tres legislatures després, fou elegit alcalde fins a les eleccions del 2023. Malgrat que fou el més votat, les dues forces de l'oposició van arribar a un pacte de govern.